# Bandera de Soriano
La Bandera de Soriano, Uruguay, consta de cinco líneas horizontales: la primera azul de 2/9 del largo total, la segunda roja de 1/9, la tercera blanca de 3/9, y luego se repiten la segunda y la primera.
Las franjas azules se deben a que Soriano limita con los 2 rios más importantes del país, el rio Negro y el Rio Uruguay. Las franjas rojas simbolizan la sangre derramada por dos actos independentistas en este departamento: la de José Artigas en 1811 cuando tomó Mercedes como Cuartel General, y la de Juan Antonio Lavalleja en 1825 cuando desembarcó en la Playa de la Agraciada con los Treinta y Tres Orientales.
Su franja media es blanca, y representa la fuerza y el honor. En ella figura la frase Aquí nació la patria, en honor a los actos históricos ocurridos en ese departamento: primer pueblo del Uruguay (Villa Soriano), primer grito de Libertad (Grito de Asencio) y los dos mencionados anteriormente.
- Datos: Q2165349